# 萊克伍德 (伊利諾伊州杜佩奇縣)
萊克伍德（英語：Lakewood）是位於美國伊利諾伊州杜佩奇縣的一個非建制地區。該地的面積和人口皆未知。

## 地理
萊克伍德的座標為41°55′00″N 88°11′51″W / 41.91667°N 88.19750°W，而該地的平均海拔高度為239米（即784英尺）。